# Шипуновский сельсовет (Новосибирская область)
Шипуновский сельсовет — сельское поселение в Сузунском районе Новосибирской области Российской Федерации.
Административный центр — село Шипуново.

## История
Статус и границы сельского поселения установлены Законом Новосибирской области от 2 июня 2004 года № 200-ОЗ «О статусе и границах муниципальных образований Новосибирской области»

## Население
| 2002  | 2010  | 2012  | 2013  | 2014  | 2015  | 2016  |
| ----- | ----- | ----- | ----- | ----- | ----- | ----- |
| 1947  | ↗1955 | ↗1965 | ↗1989 | ↘1974 | ↘1937 | ↘1911 |
| 2017  | 2018  | 2019  | 2020  | 2021  |       |       |
| ↘1909 | ↗1931 | ↘1909 | ↘1890 | ↘1870 |       |       |

## Состав сельского поселения
| № | Населённый пункт | Тип населённого пункта       | Население |
| - | ---------------- | ---------------------------- | --------- |
| 1 | Клитенка         | посёлок                      | ↘4        |
| 2 | Холодное         | деревня                      | ↘417      |
| 3 | Шипуново         | село, административный центр | ↘1379     |
| 4 | Шипуновский      | посёлок                      | ↘155      |